# Wąwóz

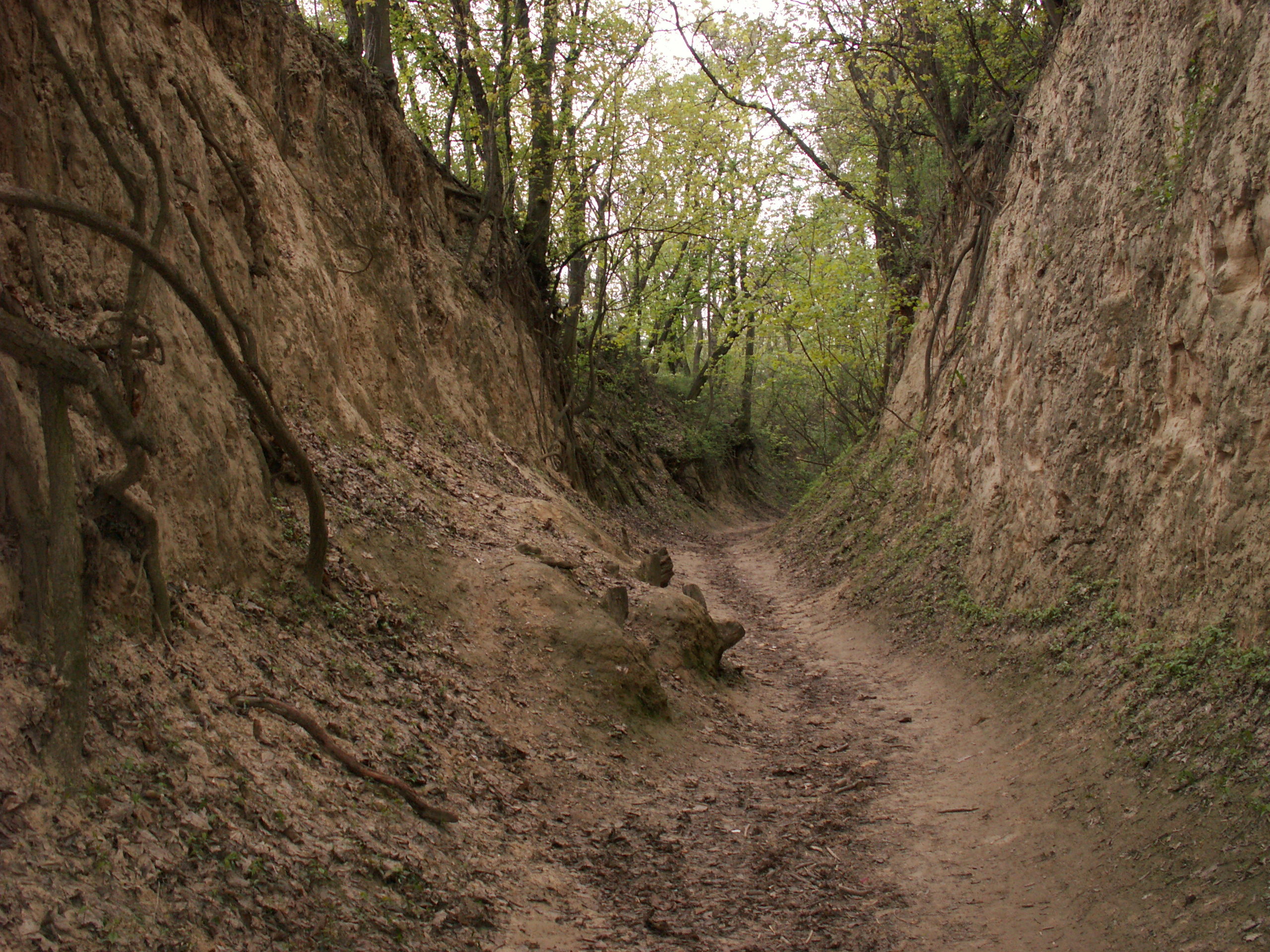
Wąwóz Królowej Jadwigi w Sandomierzu (uważany niekiedy za debrzę)

Wąwóz – rodzaj głębokiej, suchej doliny okresowo odwadnianej, która cechuje się małym spadkiem, stromymi zboczami oraz wąskim, choć płaskim dnem. Cechą wyróżniającą wąwóz od innych podobnych form erozyjnych jest urwistość górnych części zboczy (są one pionowe lub zbliżone do pionowych) w przekroju poprzecznym doliny. Powstaje w średnio spoistych skałach (gliny, lessy, iły) wskutek erozji dennej wód okresowych lub epizodycznych (erozja wąwozowa) i z czasem przekształca się w parów. Wąwozy mają długość do 20 kilometrów i głębokość od kilku do stu metrów. Łączna długość wąwozów w Polsce wynosi ok. 40 000 km. 
W Polsce wąwozy najczęściej występują na obszarach lessowych w województwach małopolskim (na ponad 50% powierzchni województwa), podkarpackim (na 24% powierzchni), świętokrzyskim i lubelskim (na 20% każdego z nich). Przykładami wąwozów są: 
- Wąwóz Korzeniowy Dół w pobliżu Kazimierza Dolnego[7].
- Wąwóz Królowej Jadwigi w Sandomierzu, w południowo-zachodniej części miasta, długość ok. 500 m.
- Wąwóz Chłapowski na terenie Nadmorskiego Parku Krajobrazowego. Zbocza i dno wąwozu porastają głównie zarośla żarnowca (Cytisus scopartius)[potrzebny przypis].

Ponadto nazwę wąwóz nadawano różnym podobnym morfologicznie obiektom (np. jarom), które nie spełniają jednak kryteriów definicji naukowej wąwozu. Przykładami takich obiektów są:
- Wąwóz Myśliborski, na terenie którego utworzono rezerwat przyrody, w celu ochrony jedynego na Dolnym Śląsku stanowiska języcznika zwyczajnego. Jest to dolina wciosowa, przechodząca w jar, wyżłobiona została przez potok Jawornik, na długości 3 km. Można go zwiedzać, poruszając się ścieżką dydaktyczną.
- Wąwóz Homole (jar).

Formy podobne do wąwozów (ale nimi niebędące, mimo nazwy własnej) mogą się tworzyć w skałach krasowiejących (wapiennych, gipsowych) na skutek erozyjnej działalności wód płynących, np. Wąwóz Kraków, będący jarem krasowym i gardzielą.